# .38 Special (groupe)
Pour les articles homonymes, voir .38 Special (homonymie).
38 Special, également écrit .38 Special ou Thirty-Eight Special, est un groupe américain de rock.

## Origine
Le nom du groupe vient du calibre du revolver Smith & Wesson du même nom.

## Historique
38 Special est formé en 1974 par deux copains de quartier Don Barnes et Donnie Van Zant à Jacksonville en Floride. À l'origine, 38 Special était un groupe typique du genre rock sudiste, puis, dès le début des années 1980, il s'oriente vers des productions plus commerciales, aptes à remplir des stades.
Donnie Van Zant, (chant) frère cadet de Ronnie Van Zant, fondateur et chanteur de Lynyrd Skynyrd, est présent au sein du groupe depuis ses débuts, sans interruption. Parmi les autres membres : Don Barnes (chant et guitare ; quitte le groupe entre 1987 et 1992), Ken Lyons (basse), Larry Junstrom (basse), Danny Chauncey (guitare), Jeff Carlisi (guitare), Steve Brookins (batterie) et Scott Hoffman (batterie), notamment.
Au début des années 1980, 38 Special tourne pour la première fois en Europe, retrouvant ses fans grâce à leur son déterminé par deux batteurs, mais la percée commerciale n'y parvient pas. Aux États-Unis, cependant, l'album Special Forces, sorti en 1982, est certifié disque de platine. Les deux albums suivants, Tour de Force (1983) et Strength in Numbers (1986), atteignent le top du classement Billboard 200. En 1987, Don Barnes et Steve Brookins quittent le groupe, et sont remplacés par les guitaristes Max Carl et Danny Chauncey. Le best-of Flashback est à l'origine publié en 1987 avec pour objectif de garder les fans en haleine jusqu'à la sortie du prochain album studio. Après que Donnie Van Zant et Jeff Carlisli aient participé à la tournée de Lynyrd Skynyrd en 1988, 38 Special sort le prochain album studio Rock and Roll Strategy. Même s'il atteint le succès avec la ballade Second Chance, un autre top 10 aux États-Unis, l'album restera le dernier succès commercial du groupe.
En 1991, Don Barnes revient dans le groupe et la formation s'élargit pour intégrer le batteur Scott Hoffman et le claviériste Bobby Capps. Parallèlement sort l'album Bone Against Steel, qui a reçu peu d'attention. 38 Special tourne les années suivantes sans sortir de nouvel album. Ce n'est qu'en 1997 que leur label CBH publie l'album Resolution, qui n'engendrera aucun succès notable. Leur audience commence à décliner au début des années 1990.
Depuis la fin des années 1990, 38 Special ne compte que deux albums studio et un album live, qui reçoit peu d'attention, et se concentre sur les performances live. En 2007, le groupe participe au Hank Williams Jr.’s Rowdy Frynds Tour avec Lynyrd Skynyrd. En 2009, 38 Special devient la première partie de la tournée Can’t-Stop-Rockin’-Tour avec REO Speedwagon et Styx. En 2010, l'album Live from Texas est publié. Le groupe se produit toujours. À l'automne 2012, 38 Special est enregistré au Georgia Music Hall of Fame.

## Membres

### Membres actuels
- Don Barnes – chant, guitare, mandoline, claviers, harmonica (1974–1987, depuis 1992)
- Danny Chauncey – guitare, chœurs (depuis 1987)
- Bobby Capps – claviers, chœurs (depuis 1991 ; en tournée 1988–1991)
- Gary Moffatt – batterie, percussions (depuis 1997)
- Barry Dunaway – basse (2011, 2013, depuis 2014)

### Anciens membres
- Donnie Van Zant – chant, guitare (1974–2013)
- Jeff Carlisi – guitare (1974–1996)
- Jack Grondin – batterie, percussions (1974–1991)
- Steve Brookins – batterie, percussions (1974–1987)
- Ken Lyons – basse (1974–1977)
- Larry Junstrom – basse, guitare (1977–2014)
- Carol Bristow – chœurs (1977–1987)
- Dale Krantz Rossington – chœurs (1977–1980)
- Nancy Henderson – chœurs (1980–1981)
- Lu Moss – chœurs (1981–1984)
- Lynn Hineman – chœurs (1986–1987)
- Steve McRay – claviers, harmonica, chœurs (1986–1987)
- Max Carl – chant, claviers (1987–1991)
- Scott Meeder – batterie, percussions (1991–1992)
- Scott Hoffman – batterie, percussions (1992–1997)

### Invités
- Donny Baldwin – batterie, percussions live (1996 ; remplaçant de Scott Hoffman)
- Greg Morrow – batterie studio sur Resolution (1996–1997)

## Discographie
- 1977 : 38 Special
- 1978 : Special Delivery
- 1980 : Rockin' Into the Night
- 1981 : Wild-Eyed Southern Boys
- 1982 : Special Forces
- 1983 : Tour de Force
- 1986 : Strength in Numbers
- 1987 : Flashback
- 1988 : Rock and Roll Strategy
- 1991 : Bone Against Steel
- 1997 : Resolution
- 1999 : Live at Sturgis
- 2000 : 20th Century Masters - The Millennium Collection: The Best of 38 Special
- 2001 : A Wild-Eyed Christmas Night
- 2004 : Drivetrain
- 2011 : Live from Texas
- 2025 : Milestone